# 양자 프로그래밍
양자 프로그래밍(Quantum programming)은 주어진 실험의 원하는 결과 또는 결과를 위해 양자 시스템을 조작하기 위해 게이트, 스위치 및 연산자를 사용하여 양자 회로라고 하는 명령 시퀀스를 설계하거나 조립하는 프로세스이다. 양자 회로 알고리즘은 집적 회로에서 구현되거나, 계측을 통해 수행되거나, 양자 컴퓨터 또는 양자 프로세서와 함께 사용하기 위해 프로그래밍 언어로 작성될 수 있다.
양자 프로세서 기반 시스템을 통해 양자 프로그래밍 언어는 고급 구조체를 사용하여 양자 알고리즘을 표현하는 데 도움이 된다. 이 분야는 오픈 소스 철학에 깊이 뿌리를 두고 있으며 결과적으로 이 기사에서 논의된 대부분의 양자 소프트웨어는 오픈 소스 소프트웨어로 자유롭게 사용할 수 있다.
LOQC(선형 광학 양자 컴퓨팅) 모델인 KLM 프로토콜을 기반으로 하는 양자 컴퓨터는 전자 장치, 집적 회로, 계측기, 센서 및 기타 물리적 수단으로 구현되는 양자 알고리즘(회로)을 사용한다.
양자 시스템과 관련된 실험을 위해 설계된 다른 회로는 계측 및 센서 기반일 수 있다.